# Duben 2014
[nedostupný zdroj]
1. dubna – úterý 
 Český prezident Miloš Zeman s manželkou a s početnou delegací odcestoval na čtyřdenní státní návštěvu Srbska a Slovinska.
3. dubna – čtvrtek 
 Evropský parlament schválil zrušení poplatků za roaming a rozšíření spotřebitelských práv spjatých s internetovými službami. Nařízení ještě mají stvrdit členské státy.
 Generální tajemník OSN Pan Ki-mun přiletěl do Prahy na dvoudenní návštěvu České republiky. Na programu měl setkání s vrcholnými ústavními činiteli a přednášku na Karlově univerzitě.
 Sdružení historických sídel Čech, Moravy a Slezska na své 24. konferenci v Písku vyhlásilo Památkou roku 2013 kostel svaté Kateřiny v moravskoslezském Štramberku.
4. dubna – pátek 
 Ve městě Chóst, které se nachází ve východním Afghánistánu, postřelil afghánský policista dvě zahraniční novinářky pracující pro agenturu Associated Press. Jedna z žen na místě zemřela, druhá byla převezena do nemocnice a nyní je ve stabilizovaném stavu.
 Slovenská prokuratura obžalovala Hedvigu Malinovou z nepravdivé výpovědi během soudního řízení v roce 2006.
 Policie navrhla obžalovat lobbistu Marka Dalíka kvůli nákupu pěchotních transportérů Pandur pro Armádu České republiky.
5. dubna – sobota 
 V Afghánistánu proběhly prezidentské volby, kterých se zúčastnilo 58 % obyvatelstva.
6. dubna – neděle 
 V Maďarsku proběhly parlamentní volby. Poprvé v nich mohli volit příslušníci maďarských menšin z jiných zemí. Volby vyhrál Fidesz s 48 % hlasů.
7. dubna – pondělí 
 V Indii začaly parlamentní volby, které by měly trvat až do 12. května. Oprávněno hlasovat je 814,5 milionu lidí.
 Armádnímu letounu CASA praskla při vzletu z Bruselu pneumatika. Letadlo poté nouzově přistálo na letišti Praha-Kbely.
 Příbuzní obětí Srebrenického masakru žalují nizozemskou vládu za to, že její jednotky v roce 1995 masakru nezabránily.
8. dubna – úterý 
 Bývalý soubor Činoherního studia v Ústí nad Labem oznámil záměr pokračovat v činnosti pod hlavičkou spolku Činoherák Ústí v prostorách bývalého kina Hraničář.
 Ukrajinská policie provedla v Charkově „protiteroristickou operaci“, při které zatkla asi 70 lidí. Budovy regionální administrativy v Doněcku byly od pondělí okupovány proruskými demonstranty.
 Na Nové scéně Národního divadla byla předána výroční literární ocenění Magnesia Litera.
10. dubna – čtvrtek 
 Generální tajemník NATO Anders Fogh Rasmussen při tiskové konferenci v Praze vyzval Rusko ke stažení vojáků od svých hranic s Ukrajinou.
 Společnost ČEZ oznámila zrušení výběrového řízení na dostavbu Jaderné elektrárny Temelín. .
 Zemřela britská spisovatelka Sue Townsendová, autorka deníků Adriana Molea.
11. dubna – pátek 
 Na severovýchodní pobřeží Austrálie dorazil silný cyklon Ita s vichrem dosahujícím až 230 kilometrů za hodinu. Živel si vyžádal evakuaci stovek obyvatel a turistů.
12. dubna – sobota 
 Ministr vnitra Milan Chovanec jmenoval novým policejním prezidentem plukovníka Tomáše Tuhého.
 Občanská válka v Sýrii: Vláda a opozice se vzájemně obviňují z útoku chemickými zbraněmi ve městě Kfar Zaíta.
 Neoznačení ozbrojenci obsadili policejní stanici v ukrajinském městě Slovjansk.
13. dubna – neděle 
 Ukrajinská krize: Prozatímní ukrajinský prezident Oleksandr Turčynov oznámil spuštění rozsáhlé protiteroristické operace na východě země za účasti vojenských sil.
 Stoupenec militantní organizace Ku-klux-klan zastřelil tři lidi poblíž židovského komunitního centra v Kansas City.
14. dubna – pondělí 
 Sebevražedný bombový útok na autobusové nádraží v Abuji si vyžádal 70 obětí a přes 120 zraněných. Nigerijské úřady ho přisuzují islamistické organizaci Boko Haram.[nedostupný zdroj] 
 Prozatímní ukrajinský prezident Oleksandr Turčynov požádal OSN o vojenskou pomoc.
 Malta uzákonila registrovaná partnerství stejnopohlavních párů včetně společného osvojení dětí.
15. dubna – úterý 
 Zhruba dvě stě dívek bylo uneseno ze školy ve městě Chibok v nigerijském státě Borno. Za akcí zřejmě stojí islámští radikálové ze sekty Boko Haram.
 Rusko pozastavilo vydávání zabavené krymské vojenské techniky do rukou Ukrajiny s odůvodněním, že by ji mohly ukrajinské ozbrojené síly nasadit při potlačování protestů na východě země.
16. dubna – středa 
 Ukrajinští aktivisté vyhlásili v oblasti kolem jihoukrajinského města Oděsa Oděskou lidovou republiku.
 Více než 300 lidí je pohřešováno po potopení jihokorejského trajektu směřujícího k ostrovu Čedžu.
17. dubna – čtvrtek 
 Ve věku 87 zemřel kolumbijský spisovatel Gabriel García Márquez, nositel Nobelovy ceny za literaturu.
 Ve švýcarské Ženevě začaly rozhovory o ukrajinské krizi. Účastní se jich Spojené státy americké, Evropská unie, Rusko a Ukrajina.
 Ruský prezident Vladimir Putin popřel v živě přenášené televizní debatě obvinění Edwarda Snowdena týkající se masového sledování občanů Ruské federace.
18. dubna – pátek 
 Asi 350 ozbrojených mladíků v civilních šatech zaútočilo na základnu OSN ve městě Bor v Jižním Súdánu. Útok si vyžádal padesát osm mrtvých a deset zraněných.
 Peruánský vulkán Ubinas začal chrlit sopečný popel a stoupá z něj čtyři kilometry vysoký oblak kouře. Kvůli obavám z možné erupce bylo evakuováno přes 4000 osob.
 Bezpilotní nákladní vesmírná loď Dragon soukromé americké společnosti odstartovala po dvou odkladech z Mysu Canaveral k Mezinárodní vesmírné stanici se zásobami a materiálem pro opravy.
19. dubna – sobota 
 Více než 100 lidí přišlo o život ve svazovém státu Warrap v Jižním Súdánu při přepadení dobytkářské farmy a následném zásahu ozbrojených sil proti útočníkům.
 Ve věku 74 let zemřel český herec Antonín Molčík.
 Papež František v tradičním velikonočním projevu Urbi et orbi vyzval k mírovému řešení konfliktů, mimo jiné v Sýrii, Iráku, Středoafrické republice, Nigérii či na Ukrajině.
20. dubna – neděle 
 Přinejmenším 30 členů teroristické sítě Al-Káida zabil na jihu Jemenu v provincii Abján bezpilotní letoun. Šlo zřejmě o dron americké armády.
 Proběhl pietní akt u příležitosti 69. výročí vypálení osad Ploština, Prlov a Vařákovy paseky na Valašsku. Akce se zúčastnil i předseda vlády Bohuslav Sobotka.
21. dubna – pondělí 
 Moravské zemské muzeum zahájilo Mendelův rok zábavného vzdělávání. Akce oslavuje 150. výročí od zveřejnění Mendelovy klíčové práce Pokusy s hybridy rostlin.
 Ve venezuelském hlavním městě Caracas se již poněkolikáté střetla policie s protivládními demonstranty. Od počátku politických nepokojů v zemi na začátku února zahynulo již více než 40 lidí.
 V Bostonu proběhl 118. ročník maratonského běhu. I přes loňský bombový útok se ke startu přihlásilo na 36 tisíc běžců, druhý nejvyšší počet v historii závodu.
22. dubna – úterý 
 Ukrajinská krize: Běloruský prezident Alexandr Lukašenko vyslovil podporu současné ukrajinské vládě. Vyjádřil se také proti federalizaci Ukrajiny.
 Prezident Miloš Zeman přijal na Pražském hradě barmského disidenta Kyawa Zwu Moea.
 Památník národního písemnictví s ministerstvem kultury vyhlásily vítězné tituly soutěže Nejkrásnější české knihy roku 2013.
23. dubna – středa 
 Ukrajinská krize: Do Polska přiletělo 150 příslušníků armády Spojených států amerických. Jde o reakci na ruskou vojenskou aktivitu a události na Ukrajině.
 Hamás a Fatah uzavřely dohodu na vytvoření společné palestinské vlády.
24. dubna – čtvrtek 
 Premiéři Slovenska a České republiky se dohodli na užší spolupráci obou zemí. Především jde o vzájemnou pomoc v oblasti boje proti daňovým únikům, ochrany vzdušného prostoru a zlepšení silničního spojení.
 Severní Korea vyjádřila soustrast příbuzným 169 známých obětí z potopeného trajektu Sewol.
 Izrael zastavil mírové rozhovory s palestinskou reprezentací.
25. dubna – pátek 
 Finská firma Nokia, v letech 1998–2012 největší výrobce mobilních telefonů na světě, ukončila jejich výrobu, která pokračuje pod hlavičkou firmy Microsoft.
 Sdružení Děti Země udělilo anticeny Ropák roku za nejhorší počin proti ekologii. Hlavní cenu získal Miloš Zeman, anticenu Zelená perla za protiekologický výrok obdržel Andrej Babiš.
26. dubna – sobota 
 V Saúdské Arábii zemřelo dalších 5 lidí, kteří onemocněli koronavirem MERS. Obětí této infekce je od jejího vypuknutí v září 2012 celkem 92, nakažených je zhruba dalších 300.
 V Javoříčku byla slavnostně zahájena přestavba a rekonstrukce interiéru budovy bývalé školy. Má v ní vzniknout nová expozice připomínající vypálení obce 5. května 1945.
27. dubna – neděle 
 Palestinský president Mahmúd Abbás označil holokaust za „nejohavnější zločin v moderních dějinách“.
 Papež František svatořečil dva své předchůdce, Jana Pavla II. a Jana XXIII. Mši koncelebrovalo 150 kardinálů i emeritní papež Benedikt XVI.
 Jihokorejský premiér Čong Hong-wong rezignoval v důsledku potopení trajektu Sewol.
28. dubna – pondělí 
 Indonéské velvyslanectví předalo českému ministerstvu zahraničí diplomatickou nótu, v níž si stěžuje na páteční zásah policie v pražské mešitě.
 Starosta Charkova Gennadij Kernes byl postřelen do zad neznámým útočníkem.
 Egyptský soud odsoudil k trestu smrti 683 členů Muslimského bratrstva. Stejný soud nedávno v jiném případě změnil 492 trestů smrti na doživotí.
29. dubna – úterý 
 Keňský prezident Uhuru Kenyatta podepsal zákon legalizující polygamii bez nutnosti svolení stávající manželky.
 Český ministr zahraničí Lubomír Zaorálek a jeho čínský protějšek Wang I podepsali prohlášení, podle kterého je Tibet nedělitelnou součástí Číny.
 Zemřela zpěvačka Iveta Bartošová, pravděpodobně spáchala sebevraždu skokem pod vlak.
30. dubna – středa 
 Předseda severoirské Sinn Féin Gerry Adams byl zatčen kvůli podezření z účasti na únosu a vraždě spáchané členy Prozatímní IRA v roce 1972.
 Brunejský sultán Muda Hassanal Bolkiah zavedl nový trestní zákoník, vycházející islámského práva, zahrnující tresty kamenování, amputace či bičování.
 V Iráku proběhly první parlamentní volby od ukončení americké okupace. Volby provázely násilnosti ze strany Islámského státu v Iráku a Levantě.